# 克勞迪奥·特澤
克勞迪奥·特澤（義大利語：Claudio Terzi；1984年6月19日—）是一位意大利足球運動員。在場上的位置是後衛。他現在效力於意大利足球甲級聯賽球隊斯佩齊亞足球俱樂部。